# Filsø
Filsø är en sjö på västra Jylland i Danmark. Den ligger i Varde kommun i Region Syddanmark, i den västra delen av landet, 270 km väster om huvudstaden Köpenhamn. Arean är 8,4 kvadratkilometer.
Filsø var Danmarks näst största sjö, med en yta på omkring 30 kvadratkilometer tills vattennivån sänktes i mitten av 1800-talet för att omvandla den till jordbruksmark. År 1900 återstod endast 780 hektar av sjön och 1941–1951 odlades 1 200 hektar av den gamla sjöbottnen upp.

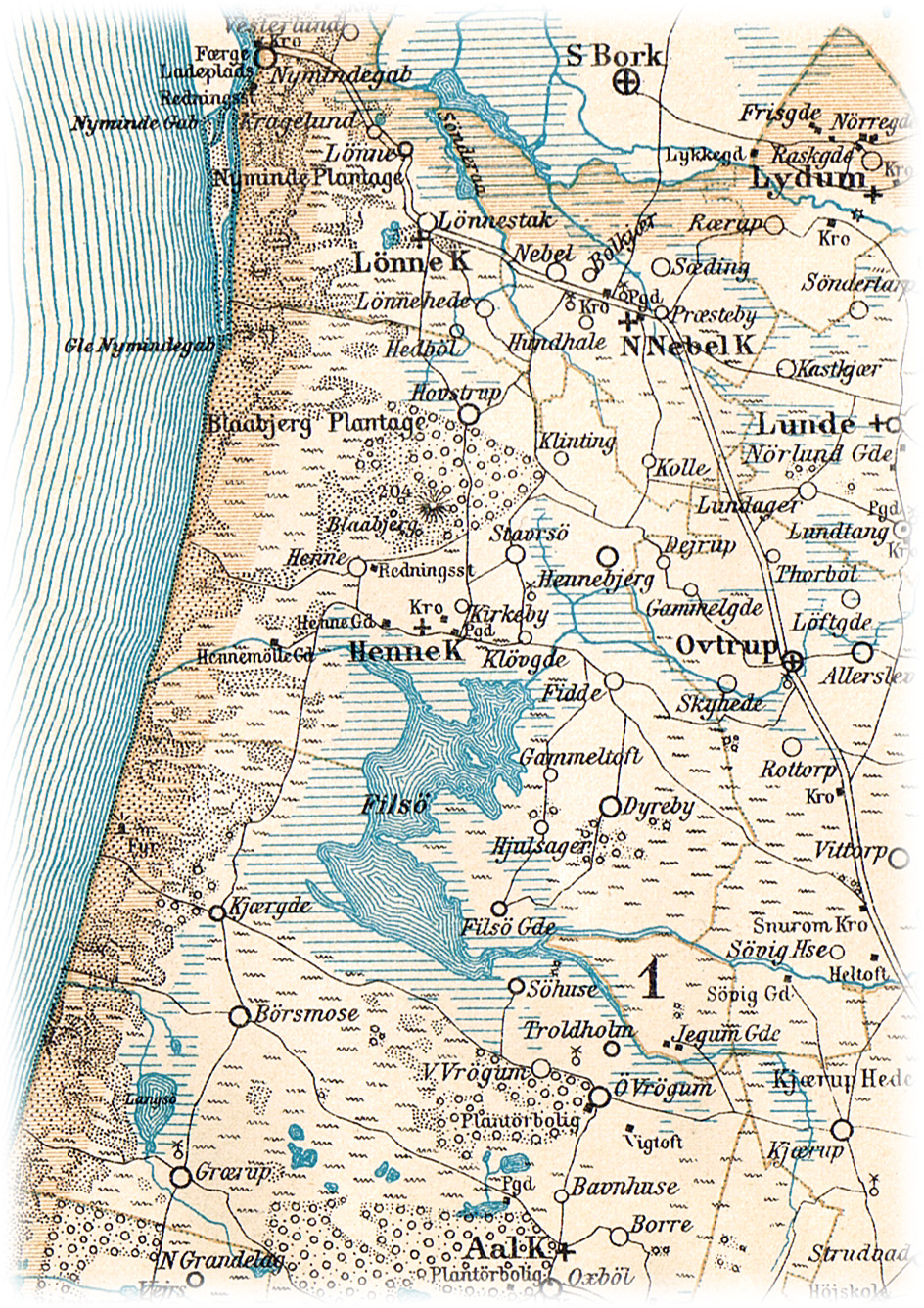
Filsø ca. 1900.

## Restaurering
År 2010 köptes området av en privat fond, Aage V. Jensen Naturfond som ville återskapa sjön och omvandla den till ett fågelskyddsområde. På våren 2012 började ett omfattande arbete med utfyllnad av kanaler och diken och utpumpningen av vatten stoppades.
Den södra delen av sjön fylldes med vatten under sommaren 2012 och den mellersta samma höst. Den återskapade sjön med flera konstgjorda öar har en yta på 915 hektar och är uppdelad i två delar med 2-3 meters, respektive och 1-2 meters djup.
Runt området finns en 16 kilometer lång stig med fyra fågeltorn och ett naturum. 
Hundratusentals flyttfåglar rastar vid Filsø varje år och bland andra sandtärna, doppingar, havsörn, rördrom, brun kärrhök och skärfläckor häckar i området. Mer än 17 500 krickor och 200 skedstorkar observerades hösten  2013. Bland däggdjuren kan nämnas mink, mårdhund och utter, varav de två förstnämnda regleras.